# Brista
Brista är en bebyggelse strax öster om Märsta i Sigtuna kommun i Stockholms län. Området avgränsades till 2015 som en del av tätorten Märsta. Vid avgränsningen 2023 avgränsades området till en separat småort.